# 게시판

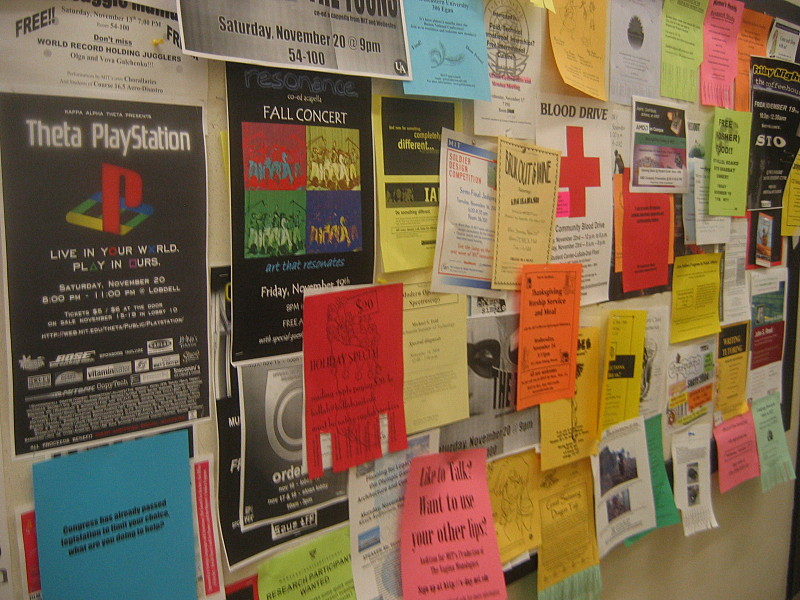
MIT에서 잘 사용된 게시판 - 2004년 11월.

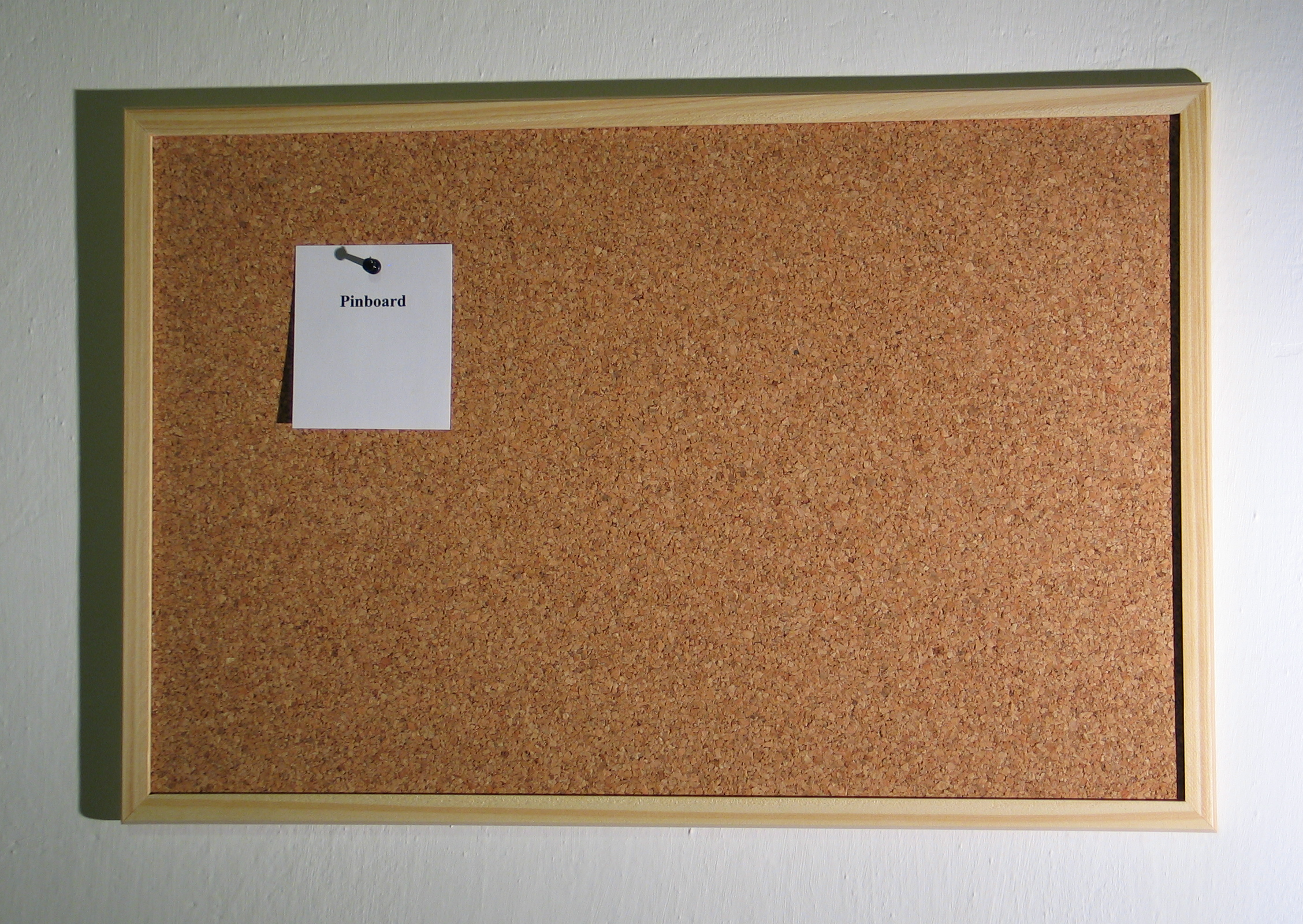
게시판

게시판(揭示板) 또는 알림판은 공고나 메시지 등을 붙여 사람들이 볼 수 있도록 하는 판이다. 주로 기업이나 학교와 같은 여러 곳에서 많이 볼 수 있다.

## 같이 보기
- 전자 광고판
- 벽신문